# Джеф Харди
Джефри (Джеф) Ниро Харди (на английски: Jeffrey (Jeff) Nero Hardy) е американски професионален кечист, бивш шампион на федерацията и шампион в тежка категория на WWE. Висок е 185 cm и тежи 98 kg.

## Биография
Джеф Харди е роден на 31 август 1977 година в малкото градче Камерън в щата Северна Каролина. Там той израства с брат си Мат Харди. Баща му се казва Гилбърт, а майка му умира, когато той е още много малък

## Кариера
Започва кариерата си като кечист на 16 години и печели много титли.
Джеф има група, която се казва Peroxwhygen. Най-известната песен е Modest, която е негова „entrance song“ в TNA.
Той, брат му Мат и техния приятел Шанън Мур издават The hardy show.

### 2006 WWE
През 2006 г. Харди получава шанс да си върне работата във WWE. На едно издание на „Първична сила“ той се завръща и е съвсем близко до победата срещу тогавашния шампион на WWE Острието, но Категоризираната суперзвезда надделява. Скоро Харди печели Интерконтиненталната титла от Джони Нитро, който си я връща, но една седмица по-късно отново я губи срещу Харди.

### 2007 WWE
На „Новогодишна революция“ Харди побеждава Джони Нитро в мач в Стоманена клетка. На „Кралското меле“ Джеф, заедно с брат си Мат, побеждават MNM. Скоро Харди печели интерконтиненталната си титла от „Самоанския булдозер“ Умага. На „КечМания 23“ участва в мач със стълби за договора в куфарчето срещу още седем противника и успява да грабне победата. След скок от стълба извън ринга успява да се върне в мача. Един ден след „КечМания 23“ Братята Харди печелят
световните отборни титли. На „Ответен удар“ след оспорван мач срещу Кейт и Мърдок те запазват световните отборни титли. След време той играе срещу Умага за Интерконтиненталната титла и отново я печели докато Умага гледа невярващо а Джеф, гордо показва високо титлата си.

### 2010 TNA
На 4 януари Джеф се показва в TNA, като изненадва цялата публика, но така и не се върна. Скоро на 8 март пак се завръща.
На 15 март Джеф се бие срещу AJ Styles и Джеф побеждава. На 14 март се проведе турнир в TNA, където Джеф се изправи лице в лице срещу Стинг за шампионския пояс, но преди мача Харди се беше дрогирал и Стинг лесно си запази титлата.

### 2011 TNA
На 25.08.2011 Джеф Харди се завръща в TNA (Total Nonstop Action). Харди след това започва вражда с Eric Bischoff.

### 2012 ТNA
На 14 октомври в Bound for Glory, Харди победи Austin Aries и спечели TNA World Heavyweight Championship за трети път.

### 2013 TNA
Джеф Харди се върна към TNA на 2 юни в Slammiversary XI. През декември 2013 Харди официално ще напуска TNA.

### 2017 WWE
На Кечмания 33 Джеф Харди и брат му Мат Харди се завръщат в мач „фаталната четворка“ със стълби срещу Сезаро и Шеймъс, Големият Кас и Ензо Аморе, Люк Галоус и Карл Андерсън и печелят отборните титли на „Първична Сила“. В нощта след кечмания в шоуто „Първична Сила“ те защитават успешно титлите срещу Люк Галоус и Карл Андерсън. След по-малко от месец на турнирът „Разплата“ отново запазват титлите си срещу Сезаро и Шеймъс. Братя Харди навлизат във вражда със Сезаро и Шеймъс и на турнирът „Екстремни Правила“ не успяха да запазят титлите си срещу тях, а месец по-късно на събитието "Great Balls of Fire „не успяват да си ги върнат. Джеф не пропуска също и големият летен турнир „Лятно тръшване“. Той заедно с брат си Мат и Джейсън Джордан губят в мач срещу Миз и неговият антураж. За нещастие на Джеф Харди той през септември страда от разкъсан маншет и бива бездействан за период от четири до шест месеца, оставяйки брат му Мат да започне сингъл кариера.

### 2018 WWE
Джеф се възстановява и на 9 април се завръща в шоуто „Първична Сила“, за да помогне на Сет Ролинс и Фин Балър срещу Миз и антуража му. Седмица по-късно той се изправя срещу Джиндър Махал за Американската титла и я печели. Ден по-късно, а именно на 17 април при разбъркването на суперзвездите Джеф бива преместен в „Разбиване“. На следващия турнир „Великият Кралски Сблъсък“ той чрез движението „Бомбата на лебеда“ побеждава Махал и си защитава титлата. На турнирът „Ответен удар“, който е на 6 май Джеф отново защитава Американската титла срещу Ренди Ортън. 2 дена по-късно му дават шанс да участва в мачът със стълби за договора в куфарчето на турнирът „Договорът в куфарчето“ но той го губи срещу Миз.

## Секция музика

### WWE
- „Loaded“ by Zack Tempest (1999 – 2003, 2006 – 2008, 2009, 2018)

- „No More Words“ by EndeverafteR (2008 – 2009)

### TNA
- „Modest“ by Peroxwhy?gen (2004 – 2006)
- „Modest“ (2010 Remix) by Peroxwhy?gen (2010, 2011)
- „Another Me“ by Jeff Hardy and Dale Oliver (2010 – 2011)
- „Immortal Theme“ by Dale Oliver (2010 – 2011)
- „Resurrected“ by Jeff Hardy and Dale Oliver (2011 – 2012)
- „Similar Creatures“ by Jeff Hardy and Dale Oliver (2012 – 2013)
- „Time & Fate“ by Jeff Hardy and Dale Oliver (2013 – present)

## Коронни хватки
- Бомбата на лебеда (Swanton bomb)
- Шепота на вятъра (Whisper in the wind)
- Обрат на съдбата (Twist of fate)

## Специалност
- Мач с маси, стълби и столове.
- Обикновени мачове
- Мачове в клетки

## Титли
- WWE Champion (1 път)
- World Heavyweight Championship (2 пъти)
- World Tag Team Champion (6 пъти) – (с Мат Харди)
- Intercontinental Champion (5 пъти)
- United States Champion (1 път)
- Hardcore Champion (3 пъти)
- European Champion (1 пъти)
- WCW Tag Team Champion (1 път)
- Light Heavyweight Champion (1 пъти)
- Raw Tag Team Champion (1 път) – (с Мат Харди)
- SmackDown Tag Team Champion (1 път) – (с Мат Харди)

В TNA
- TNA World Heavyweight Championship (3 пъти)
- Кечист на годината (2012)